# Фридрих V фон Цоллерн
Фридрих V фон Цоллерн «Благородный» (нем. Friedrich V von Zollern; ум. 24 мая 1289, Замок Гогенцоллерн) — 7-й граф фон Цоллерн (1255—1289).

## Жизнь
Фридрих был единственным сыном графа Фридриха IV Цоллерна (ок. 1188—1255) от брака Елизаветой фон Аренсберг.
После смерти своего отца в 1255 году Фридрих V стал новым графом фон Цоллерн.
Фридрих был назначен фогтом Бойронского аббатства. Он основал аббатство Штеттен в Гнадентале, в 1267 году он и его жена расширили аббатство. Был сооружен склеп, где были похоронены многие поколения рода Цоллерн. Согласно легенде, Фрридрих построил это аббатство для того, чтобы примириться с императором Священной Римской империи Фридрихом II, которому граф отказался выделить военный отряд.
Фридрих V фон Цоллерн имел длительный конфликт с графами Хоенберг, который был улажен при посредничестве германского короля Рудольфа I Габсбурга в 1286 году.
Граф Фридрих фон Цоллерн описывался как благочестивый и почтительным феодал. Во время его правления графство Цоллерн достигло пика своего влияния. После смерти Фридриха V графство было разделено между его сыновьями и потеряло своё значение.

## Брак и дети
В 1258 году Фридрих женился на Удильхильда, дочери последнего графа Гартмана II фон Диллингена и сестре епископа Аугсбурга Гармана. Удильхильда пережила своего мужа и была монахиней в аббатстве Штеттен. Их дети:
- Фридрих VI (ум. 1298), граф фон Цоллерн. Женат на Кунегунде Баденской (1265—1310)
- Фридрих (ум. 1304), пробст в Аугсбурге
- Адельгейда (ум. 1296/1308), муж Генрих II фон Герольдзек (ум. 1300)
- Фридрих фон Меркенбург (ум. 1302/1309), владелец Шальксбурга с 1288 года. Женат с 1282 года на Удильхильде (ум. 1305), дочери графа Дипольда фон Меркенберг и Айхельбер. Фридрих был основателем Шальксбургской линии рода Цоллернов, которая угасла в 1408 году
- Вильбурга (ум. после 1300), монахиня в Штеттене